# A92 road
Die A92 road (englisch für ‚Straße A92‘) ist eine Fernstraße in Schottland, die Dunfermline mit Stonehaven verbindet. Sie gehört zu den bedeutendsten Fernverkehrsstraßen der Council Areas Fife, Dundee, Angus und Aberdeenshire.

## Verlauf
Die A92 beginnt am Halbeath-Kreisverkehr an einer Abfahrt der M90 östlich von Dunfermline. Sie führt zunächst in nordöstlicher Richtung vorbei an Cowdenbeath und Kirkcaldy, bis der Verlauf der Straße dann nach etwa 17 km nach Norden abknickt. Nach der Durchquerung von Glenrothes kreuzt die A92 die zwischen Auchtermuchty und Cupar verlaufende A91, die weite Teile der Council Area Fife erschließt, bevor sie sukzessive in nordöstliche Richtung abdreht und bei Newport-on-Tay auf der Tay Road Bridge den Firth of Tay quert. Sie durchquert das gegenüberliegende Dundee und folgt dann der Küstenlinie zunächst in östlicher, dann zunehmend in nordöstlicher Richtung. Hierbei durchquert sie die Städte Arbroath, Montrose und Inverbervie. Südlich von Stonehaven vereint sich die A92 dann mit der A90, die bereits seit Dundee küstenferner der gleichen Richtung folgt.

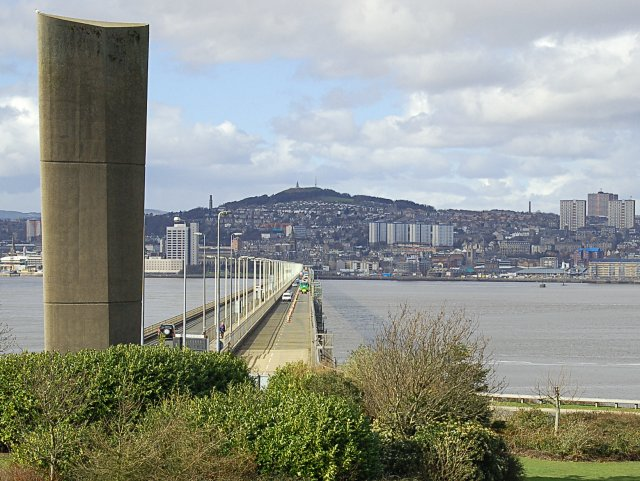
Querung des Firth of Tay in Richtung Dundee
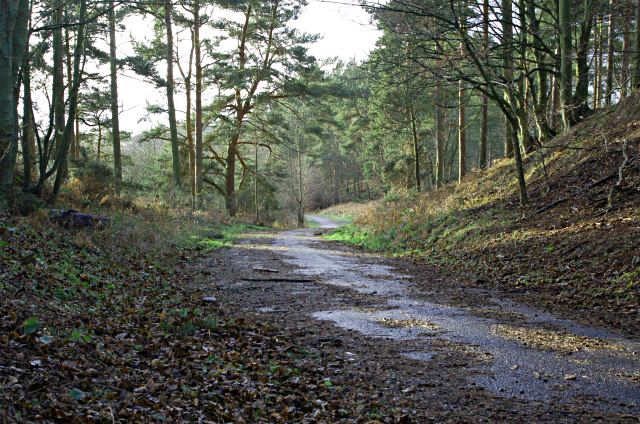
Ehemalige Trasse der A92
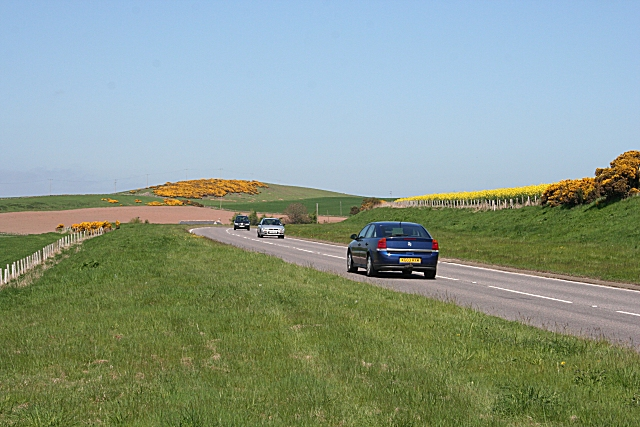
Zweispuriger Ausbau nördlich von Inverbervie
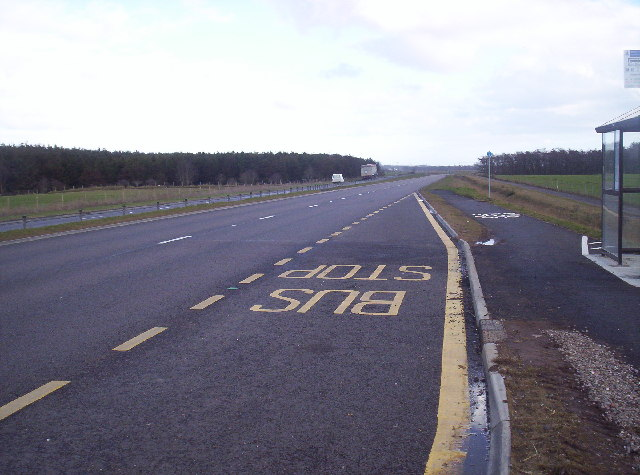
Bushaltestelle westlich von Arbroath